# بيت العجل الوادي (حجة)

تعديل مصدري - تعديل

بيت العجل الوادي هي إحدى قرى عزلة جبل عيان بمديرية حجة التابعة لمحافظة حجة، بلغ تعداد سكانها 47 نسمة حسب تعداد اليمن لعام 2004.